# IC 2001
IC 2001 ist ein Doppelstern im Sternbild Pendeluhr am Südsternhimmel, den der US-amerikanische Astronom DeLisle Stewart am 6. Dezember 1899 fälschlich als IC-Objekt beschrieb.